# Mahavansha
El Maja-vansha, también conocido como Maha-wansha (en idioma pāli: ‘el gran linaje’) es un registro histórico escrito en lenguaje pāli, acerca de monarcas budistas, así como también de reyes dravidas de Sri Lanka.
Abarca desde el período del rey Vijaya (543 a. C.) hasta el reinado del rey Majasena (334-361).
El Maja-vamsha fue elaborado en el siglo VI por el monje budista Maja-Nama, hermano del rey cingalés Dhatu Sena y fuertemente influenciado por el Dipavamsa, escrito cinco siglos antes.
Un volumen renovado, el Chula-vamsa (‘crónica menor’), compilada por monjes budistas cingaleses, engloba desde el siglo IV hasta la conquista británica de Sri Lanka en 1815. Ambos trabajos, algunas veces son aludidos conjuntamente como el Maja-vamsha.
Aunque no es considerado un texto religioso, el Maja-vansha es un importante documento budista de la historia inicial de la religión en Sri Lanka. Como hace referencia a las dinastías reales de la India, el Maja-vansha ha sido apreciado por aquellos historiadores que necesitan fechar y describir a las dinastías contemporáneas del subcontinente indio.
Una traducción alemana del Maja-vansha fue realizada por Wilhelm Geiger en 1912. Esta fue después traducida al inglés por Mabel Haynes Bode. La nueva versión en inglés está actualmente disponible en internet.

## Nombre sánscrito y etimología
- mahāvaṃśa, en el sistema AITS (alfabeto internacional para la transliteración del sánscrito).[1]
- महावंश, en escritura devanagari del sánscrito.[1]
- Pronunciación:
  - [majá váñsha] en sánscrito[1]
  - [majavánsha] en varios idiomas modernos de la India (como el hindí o el maratí).
  - [mojavónsh] en bengalí.
  - [majá uánsh] en palí.
- Etimología: ‘gran dinastía’ o ‘gran linaje’;[1]
  - mahā: ‘grande’;
  - vaṃśa: ‘dinastía’ (gotra), ‘linaje’ (jāti), ‘raza’ (varṇa), ‘familia’ (kula).